# Arkadiusz (cesarz bizantyński)
Arkadiusz, Flavius Arcadius (ur. 377 lub 378, zm. 1 maja 408) – cesarz wschodniorzymski w latach 395–408, syn cesarza Teodozjusza I Wielkiego i Aelii Flacilli, brat cesarza zachodniorzymskiego Honoriusza oraz Galli Placidii. Mąż Aelii Eudoksji, z którą miał córkę Pulcherię. Jego synem był również Teodozjusz II.

## Życiorys
19 stycznia 383 podniesiony przez ojca do rangi augusta, czyli współpanującego. Od 395 panował nad wschodnią częścią imperium rzymskiego, gdy jego brat rządził częścią zachodnią. Z polecenia Teodozjusza opiekunem młodego cesarza, był Stylicho.
Był nieudolnym władcą. Znajdował się pod wpływem żony oraz swoich ministrów – najpierw Flawiusza Rufina (do 395 roku), potem Eutropiusza (do 399) i Antemiusza (od 404). Podczas jego panowania miały miejsce wyniszczające cesarstwo rzymskie najazdy Hunów (395) i Wizygotów (395–397, 404–408). W 399 roku na skutek buntu Gildona cesarstwo wschodniorzymskie utraciło wpływy w prowincji Afryce. Wobec powtarzających się najazdów gockich, z inspiracji Eudoksji w 400 dokonano rzezi Germanów, licznych w cesarskich oddziałach przybocznych. W 404 Eudoksja doprowadziła z kolei do wygnania patriarchy i rychło po tym zmarła. Arkadiusz był tylko biernym świadkiem tych wydarzeń, a po śmierci żony całkowicie usunął się w zacisze pałacowe.

## Galeria

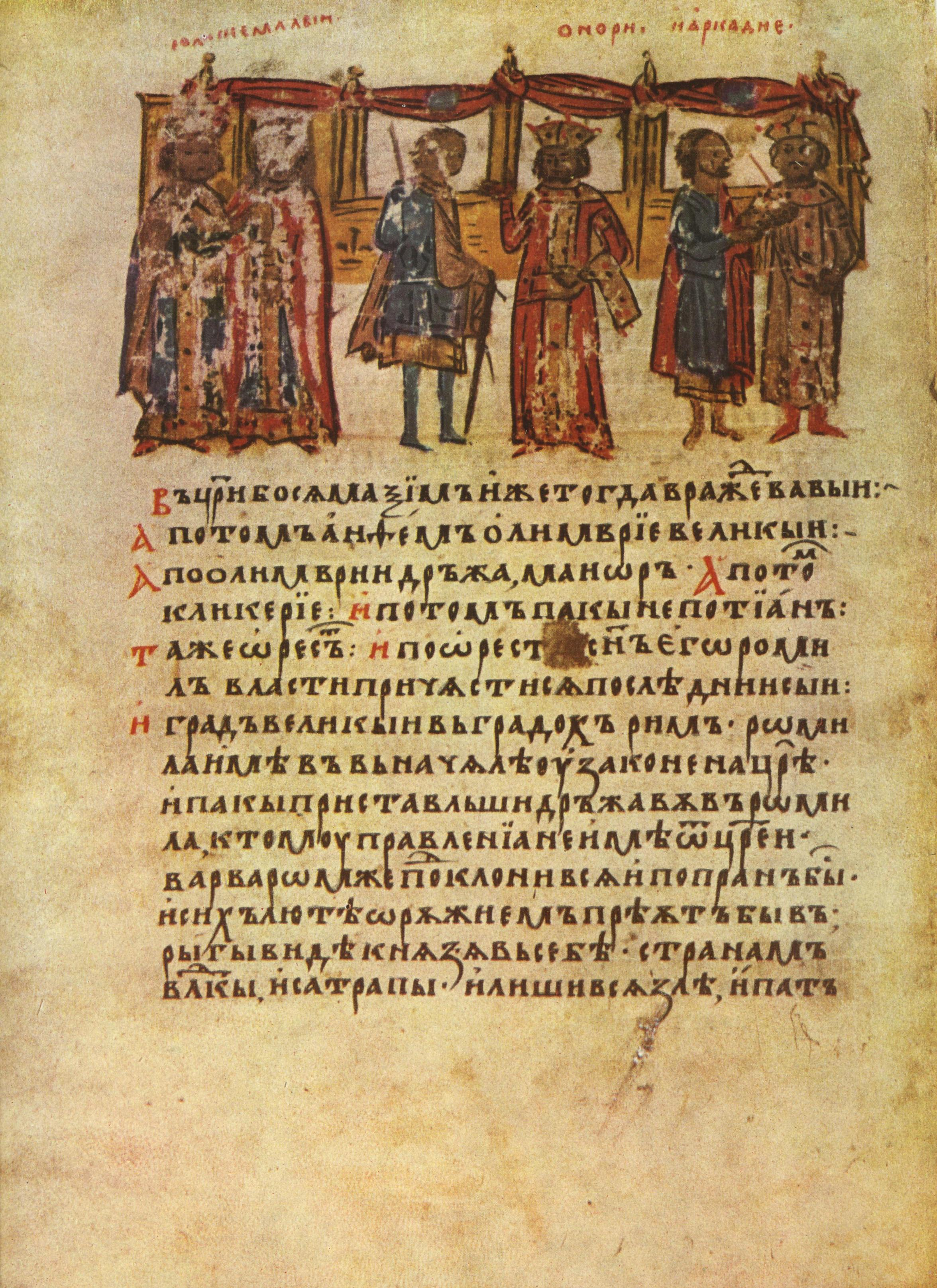
Cesarze Arkadiusz, Honoriusz i Teodozjusz I ukazani w XII-wiecznej kronice Konstantyna Manassesa
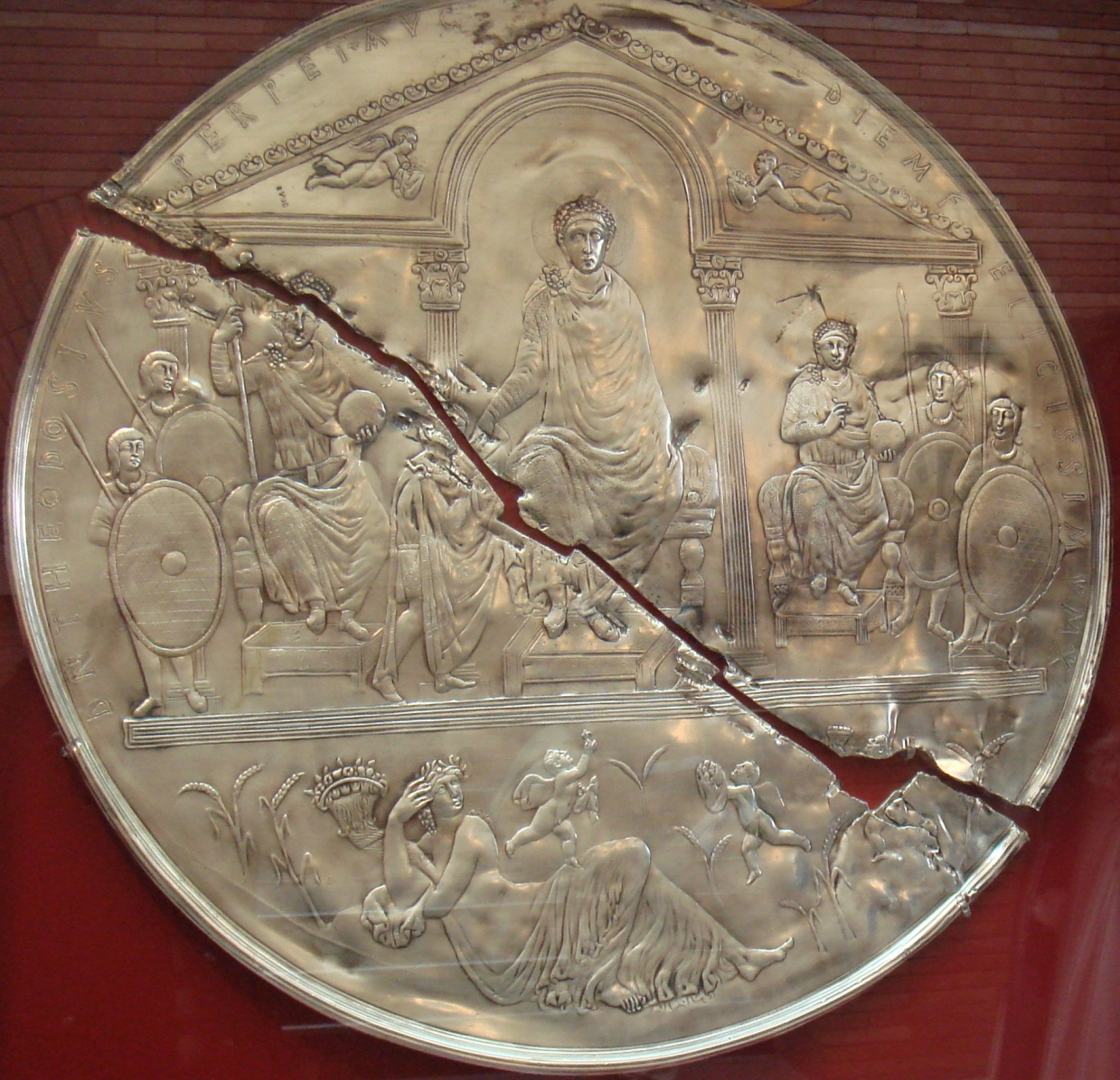
Missorium Teodozjusza ukazujących na środku Teodozjusza I, Arkadiusza (po prawej) i Honoriusza (po lewej)